# Francesco Turini
Francesco Turini (* um 1589 in Prag; † 1656 in Brescia) war ein italienischer Komponist und Organist.

## Leben
Turinis Vater Gregorio Turini (um 1560 bis um 1600) war Sänger und Zinkenist am Hofe von Kaiser Rudolf II. in Prag. Nach dem vorzeitigen Tod des Vaters unterstützte Kaiser Rudolf II. den zwölfjährigen Turini durch die Anstellung als Hoforganist. Nach dem Tod des Kaisers wandte sich Turini 1612 zuerst nach Venedig, später nach Padua, wo er in den Diensten des Abtes des Benediktinerklosters in Leno, Gianfrancesco Morosini (1595–1628), der gleichzeitig Kanoniker der Kathedrale von Brescia war, stand. 1620 wurde Turini Domorganist in Brescia, der Heimatstadt seines Vaters.

## Werke (Auswahl)
Turini komponierte zahlreiche Messen, Motetten und drei Bücher mit mehrstimmigen Madrigalen.
- Madrigali à una due, tre Voci con alcune sonatea due et a tre, Libro Primo (Venedig, 1621)
- Sonate a 2, Sonate a 3, Gagliarda a 3 („È tanto tempo hormai“), Sonata a 3 „Il Corisino“ (Venedig, 1621)

Turinis wenige Instrumentalwerke zählen zu den frühen Beispielen für die Gattung der barocken Triosonate.